# Штампарија Црнојевића
Штампарија Црнојевића или Цетињска штампарија је једна од најстаријих ћириличких и (јужно)словенских штампарија и прва српска штампарија, која је радила од 1493. до 1496. године на Цетињу, под управом јеромонаха Макарија и под покровитељством Ђурђа Црнојевића, владара Зете (1490–1496). Штампарија је премештена у Влашку и 1508–1512. године радила је у манастиру Делу.

## Оснивање
Током друге половине 15. века, штампарска делатност је доживела нагли процват, а међу главним центрима раног штампарства посебно место је заузимала Венеција, престоница Млетачке републике. Захваљујући бројним политичким, економским и културним везама између Млетака и источне обале Јадрана, занимање за штампарску делатност је почело да се шири и међу Јужним Словенима. За време владавине Ивана Црнојевића (1465-1490) осниван је чувени Цетињски манастир (1484) који је постао седиште Зетске митрополије, чиме је постављена основа за развој новог духовног и културног центра у средњовековној Зети. Манастир Црнојевића је срушен 1692. године, за време Морејског рата (1684 - 1699), у експлозији коју су, напуштајући Цетиње, подметнули Млечани, како би побили турске команданте. Налазио се на месту данашње Дворске цркве на Ћипуру, посвећена Рођењу Богородице, коју је 1890. подигао тадашњи владар Црне Горе Никола I Петровић Његош. Девет година после рушења Манастира Црнојевића, 1701. године, владика Данило Петровић је подигао нови манастир, данашњи Цетињски манастир, недалеко од старог, на рушевинама дворца Ивана Црнојевића. Око Дворске цркве на Ћипуру и данас се налазе конзервирани стари темељи манастирског комплекса Црнојевића. Оригинални стубови и капители дислоцирани су са локалитета и уврштени у сталну поставку тада новооснованог Историјског музеја, а на њихово место су постављене копије које се могу и данас видети.
Посредством својих веза са Млечанима, његов син и наследник Ђурађ Црнојевић (1490-1496) је већ током првих година своје владавине успео да ангажује мајсторе штампаре и прибави опрему ради оснивања прве штампарије, која је започела са радом током 1493. године на Цетињу, а штампање прве књиге је довршено на самом почетку 1494. године. Појавом прве штампарије у последњој слободној српској, односно јужнословенској држави означен је велики цивилизацијски искорак у области културног развоја на југоистоку Европе.

## Делатност
Захваљујући везама које је стекао женидбом са Јелисаветом Ерицо из угледне млетачке племићке породице, Ђурађ Црнојевић је био у прилици да створи повољне предуслове за набавку штампарске опреме и обуку првих српских штампара. Након набавке штампарске пресе са покретним словима у Венецији, на Цетињу је већ током 1493. године започео рад на штампању прве књиге, која је довршена 4. јануара 1494. године. То је био Цетињски октоих првогласник (I-IV глас). Штампањем је руководио јеромонах Макарије, са неколико сарадника. Током наредне три године штампане су и друге богослужбене књиге. Током рада, цетињски штампари су у домаћој средини израђивали штампарске матрице за иницијале и осталу орнаментику, достигавши висок степен графичког умећа.

## Наслови
- Цетињски октоих првогласник - I-IV глас (4. јануара 1494. године, Цетиње)
- Цетињски октоих петогласник - V-VIII глас (1494/6. године, сачуван у неколико непотпуних примерака)[8]
- Псалтир са последовањем (22. септембра 1494. године, Цетиње)
- Требник (молитвеник) - са текстовима за приватна богослужења (крштења, венчања и сл.) - (1496. године, Цетиње)
- Четворојеванђеље - (1496. године, Цетиње)
- Цветни триод - са песмама и молитвама које се певају у цркви (од Цвети до прве недеље после Духова) - недовршено издање.

## Престанак рада
Цетињска штампарија је престала са радом 1496. године услед измењених политичких околности које су наступиле одласком Ђурђа Црнојевића из Црне Горе, након чега је дошло да успостављања посредне, а недуго потом и непосредне турске власти.

## Наслеђе

### Лазар Томановић о штампарији
Др Лазар Томановић је био 1890. године у Мајнцу на прослави јубилеја, 500 година Гутенбергове штампарије. Одржао је говор о Ободској штампарији, након којег су слушаоци констатовали да Срби, који су још тада имали тако високе културне домете, не морају да се плаше за своју будућност. Након што су стручњаци на тој изложби прегледали Октоих закључили су је да је ова штампарија била прва државна штампарија, а немачки листови су Ободски Октоих прогласили бисером изложбе. У Немачкој, где је настала прва штампарија, није био тај проналазак слободан по свим немачким државицама. Ободски Октоих има одштампан грб Црнојевића, двоглавог орла, а владар Зете се наводи као Господар Богоспасене Зете. Иницијатор прославе 400 година штампарије Црнојевића био је председник Краљевске српске академије Милан Милићевић. Томановић и Павле Ровински покренули су ову прославу као свесрпску. Књажевина Црна Гора је прихватила ову прославу (која је уједно била и научни међународни скуп) јер се Обод у њој налази. Ту прославу су код Срба игнорисали само радикали, на челу са Николом Пашићем, због политичких несугласица Србије и Црне Горе. Позван је председник СKA да фигурира као домаћин прославе на Цетињу, а учесници су били и многи представници руских културних установа, као и представници француске Соробне и енглеског Оксфордског Универзитета. Томановић наводи Јагићева научна сазнања о штампарији Црнојевића: монаси су савршено познавали грчки и старословенски језик, красопис је био врхунски и слова и језик Ободског Осмогласника су постала образац свих каснијих црквених књига до данашњег дана, док су слова Гутенберга дуго поправљана у Француској и Италији. Томановић је изнео став око недоумице да ли је штампарија била на Ободу или на Цетињу, да се ова штампарија прво налазила на Ободу, а при повлачењу пред Турцима је пренесена на Цетиње, тек што је изграђен (старији) Цетињски манастир. Томановић је негативно реаговао на писања да је Иван Црнојевић ту штампарију из Млетака набавио из спекулације, уз констатацију да је Ободска штампарија плод оне културе, која је подигла Високе Дечане, којима се данас свијет диви, а није плод спекулације.

### Павле Ровински о штампарији
Ровински наводи податке да је и у његово вријеме било младића који су спомињали да су налазили слова на Ободу. Тадашњи учитељ на Ријеци М. Ђурић је говорио да су његови ученици налазили слова, слагали од њих ријечи, везивали узицом и, замочивши у мастило, или надимивши, штампали на својим задаћницама. Ровинских је та слова видјео у надзорника основних школа Ст. Чутурила.